# Трио Фонтане
Трио Фонтане (фр. Trio Fontenay) — немецкое фортепианное трио, выступавшее в 1980—2006 гг. Коллектив базировался в Гамбурге, однако в 1990-е гг. в течение нескольких лет был камерным ансамблем - резидентом театра Шатле, используя, тем самым, в качестве основного места работы Париж. Название трио взято по названию улицы и района в Гамбурге, где музыканты начали репетировать вместе (гамбургские топонимы, в свою очередь, носят имя предпринимателя начала XIX века Джона Фонтане). На творческое становление трио оказали значительное влияние мастер-классы по камерному ансамблю от участников Амадеус-квартета, проводившиеся в начале 1980-х гг. в Кёльне.
Трио Фонтане вело успешную концертную деятельность в разных странах Европы, а с 1986 г. и Америки. В дискографии трио, начало которой было положено в 1988 г. сочинениями Франца Шуберта, Феликса Мендельсона, Иоганнеса Брамса, Антонина Дворжака и Сергея Рахманинова, преобладает стандартный репертуар; впрочем, есть в ней и альбом с произведениями Николая Рославца, и Квартет на конец времени Оливье Мессиана (с Эдуардом Бруннером).

## Состав
- Фортепиано

Вольф Харден
- Скрипка

Михаэль Мюкке
- Виолончель

Никлас Шмидт (1980—1998)
Йенс Петер Майнц (1998—2006)